# Terza Divisione Calabria 1927-1928
La Terza Divisione 1927-28 è stato il V ed ultimo livello del XXVIII campionato italiano di calcio, il secondo a carattere regionale.
La gestione di questo campionato era affidata ai Direttori Regionali, che li organizzavano autonomamente, con la possibilità di ripartire le squadre su più gironi tenendo in alta considerazione le distanze chilometriche, le strade di principale comunicazione e i mezzi di trasporto dell'epoca. Questo è il campionato della regione Calabria
Direttorio Regionale per la Calabria e la Basilicata avente sede a Cosenza.
- Commissariato per la Basilicata e la Calabria, Cosenza.

## Calabria e Basilicata

### Girone unico

#### Squadre partecipanti
| Club                  | Città         | Stadio | Stagione 1926-1927 |
| --------------------- | ------------- | ------ | ------------------ |
| U.S. Catanzarese      | Catanzaro     |        |                    |
| Dop. Sportivo Cosenza | Cosenza       |        |                    |
| Fortitudo Locrese     | Locri (RC)    |        |                    |
| U.S. Giulio Braccini  | Catanzaro     |        |                    |
| U.S. Paolana          | Paola (CS)    |        |                    |
| U.S. Vigor Nicastro   | Nicastro (CZ) |        |                    |

### Classifica finale
|  | Pos. | Squadra           | Pt       | G | V | N | P | GF | GS | DR |
|  | ---- | ----------------- | -------- | - | - | - | - | -- | -- | -- |
|  | 1.   | Cosenza           | 12       | 8 | . | . | . | .. | .. |    |
|  | 2.   | Fortitudo Locrese | 12       | 8 | . | . | . | .. | .. |    |
|  | 3.   | Giulio Braccini   | 6        | 8 | . | . | . | .. | .. |    |
|  | 4.   | Paolana           | 6        | 8 | . | . | . | .. | .. |    |
|  | 5.   | Vigor Nicastro    | 4        | 8 | . | . | . | .. | .. |    |
|  | --   | Catanzarese       | Ritirata |   |   |   |   |    |    |    |

Legenda:

      Campione calabro-lucano di Terza Divisione.
Note:

Due punti a vittoria, uno a pareggio, zero a sconfitta.
In caso di pari punti per le squadre fuori dalla zona promozione era in vigore il pari merito.

### Spareggio per il primo posto in classifica
A Catanzaro: Cosenza-Fortitudo Locrese 0-0 d.t.s.
- Le due squadre rinunciarono in seguito alla promozione in Seconda Divisione Sud, perché non trovarono l'accordo sulla scelta del terreno neutro per la ripetizione della finale.